# Russische Badmintonföderationsmeisterschaft 2019
Die Russische Badmintonföderationsmeisterschaft 2019 wurde vom 31. August bis zum 2. September 2019 in Gattschina ausgetragen. Sieger wurde das Team aus Moskau.

## Endstand
- 1.	 Moskau
- 2.	 Tatarstan
- 3.	 Oblast Moskau
- 3.	 Baschkortostan
- 5.	Region Primorje
- 6. 	Oblast Nischni Nowgorod
- 7. 	Sankt Petersburg
- 8. 	Region Perm
- 9. 	Oblast Leningrad
- 10. 	Oblast Saratow
- 11. 	Region Stawropol